# Houston Texans 2025
La stagione 2025 degli Houston Texans sarà la 23ª della franchigia nella National Football League, la terza con DeMeco Ryans come capo-allenatore.

## Scelte nel Draft 2025
| Scelte dei Texans nel Draft 2025 |        |                                       |                                       |                                       |                                         |
| Giro                             | Scelta | Giocatore                             | Ruolo                                 | College                               | Note                                    |
| 1                                | 25     | Scambiata con i New York Giants       | Scambiata con i New York Giants       | Scambiata con i New York Giants       |                                         |
| 2                                | 34     | Jayden Higgins                        | WR                                    | Iowa State                            | da NY Giants                            |
| 2                                | 48     | Aireontae Ersery                      | OT                                    | Minnesota                             | da Miami via Las Vegas                  |
| 2                                | 56     | Scambiata con i Buffalo Bills         | Scambiata con i Buffalo Bills         | Scambiata con i Buffalo Bills         | via Minnesota                           |
| 2                                | 58     | Scambiata con i Las Vegas Raiders     | Scambiata con i Las Vegas Raiders     | Scambiata con i Las Vegas Raiders     |                                         |
| 3                                | 79     | Jaylin Noel                           | WR                                    | Iowa State                            | da Miami via Philadelphia e Washington  |
| 3                                | 89     | Scambiata con i Jacksonville Jaguars  | Scambiata con i Jacksonville Jaguars  | Scambiata con i Jacksonville Jaguars  |                                         |
| 3                                | 97     | Jaylin Smith                          | CB                                    | USC                                   | da Minnesota                            |
| 3                                | 99     | Scambiata con i Las Vegas Raiders     | Scambiata con i Las Vegas Raiders     | Scambiata con i Las Vegas Raiders     | Scelta compensatoria; da NY Giants      |
| 3                                | 102    | Scambiata con i Minnesota Vikings     | Scambiata con i Minnesota Vikings     | Scambiata con i Minnesota Vikings     | Scelta compensatoria; da Jacksonville   |
| 4                                | 116    | Woody Marks                           | RB                                    | USC                                   | da Miami                                |
| 4                                | 128    | Scambiata con i Washington Commanders | Scambiata con i Washington Commanders | Scambiata con i Washington Commanders |                                         |
| 5                                | 142    | Scambiata con i Minnesota Vikings     | Scambiata con i Minnesota Vikings     | Scambiata con i Minnesota Vikings     | da Jacksonville                         |
| 5                                | 161    | Scambiata con i Philadelphia Eagles   | Scambiata con i Philadelphia Eagles   | Scambiata con i Philadelphia Eagles   |                                         |
| 5                                | 166    | Scambiata con i Cleveland Browns      | Scambiata con i Cleveland Browns      | Scambiata con i Cleveland Browns      | da Buffalo                              |
| 6                                | 179    | Scambiata con i Miami Daolphins       | Scambiata con i Miami Daolphins       | Scambiata con i Miami Daolphins       | da Cleveland                            |
| 6                                | 187    | Jaylen Reed                           | S                                     | Penn State                            | da Minnesota                            |
| 6                                | 197    | Graham Mertz                          | QB                                    | Florida                               | da Denver                               |
| 6                                | 202    | Scambiata con i Pittsburgh Steelers   | Scambiata con i Pittsburgh Steelers   | Scambiata con i Pittsburgh Steelers   |                                         |
| 6                                | 216    | Scambiata con i Denver Broncos        | Scambiata con i Denver Broncos        | Scambiata con i Denver Broncos        | Scelta compensatoria; da Cleveland      |
| 7                                | 224    | Kyonte Hamilton                       | DT                                    | Rutgers                               | da Miami                                |
| 7                                | 236    | Scambiata con i Jacksonville Jaguars  | Scambiata con i Jacksonville Jaguars  | Scambiata con i Jacksonville Jaguars  | da Denver via Philadelphia e Washington |
| 7                                | 241    | Scambiata con i Denver Broncos        | Scambiata con i Denver Broncos        | Scambiata con i Denver Broncos        |                                         |
| 7                                | 255    | Luke Lachey                           | TE                                    | Iowa                                  | Scelta compensatoria; da Cleveland      |

## Staff
| Staff degli Houston Texans |
| --- |
| Organi dirigenziali - Proprietario – Janice McNair - Amministratore delegato – Cal McNair - Presidente – Greg Grissom - General manager – Nick Caserio - Vice presidente esecutivo delle operazioni del football – Jack Easterby - Vice presidente esecutivo/consulente generale – Greg Kondritz - Direttore delle operazioni del football – Clay Hampton - Assistente delle operazioni del personale dei giocatori – Matt Bazirgan - Assistente delle operazioni del personale dei giocatori – James Liipfert - Direttore dello sviluppo della squadra – Dylan Thompson Capo allenatore - Capo–allenatore – DeMeco Ryans Altri allenatori - Preparatore atletico – Mike Eubanks - Assistente p.a. – James Hardy - Assistente p.a. – Joe Distor - Assistente p.a. – Pat Moorer Allenatori dell'attacco - Coordinatore offensivo – Pep Hamilton - Running back – Danny Barrett - Wide receiver/gioco sui passaggi – Ben McDaniels - Tight end – Tim Berbenich - Offensive line – George Warhop - Assistente offensive line – Hal Hunter - Assistente attacco – DeNarius McGhee - Assistente attacco – Robbie Picazo - Assistente attacco/quarterback – Ted White Allenatori della difesa - Defensive line – Jacques Cesaire - Assistente defensive line – Kenyon Jackson - Linebacker – Miles Smith - Cornerback – Dino Vasso - Safety – Joe Danna - Assistente difesa – Ben Bolling - Assistente difesa/nickel – Ilir Emini - Assistente difesa – Dele Harding Allenatori dello special team - Coordinatore dello Special team – Frank Ross - Assistente special team – Sean Baker |

## Roster
| Roster degli Houston Texans |
| --- |
| Quarterback - 10 Davis Mills - 7 C.J. Stroud Running Back - 22 Cam Akers - 44 British Brooks - 28 Joe Mixon - 33 Dare Ogunbowale - 31 Dameon Pierce Wide Receiver - 12 Nico Collins - 3 Tank Dell - 1 Stefon Diggs - 19 Xavier Hutchinson - 8 John Metchie III - 82 Steven Sims - 2 Robert Woods Tight End - 9 Brevin Jordan - 86 Dalton Schultz - 87 Cade Stover Offensive Linemen - 64 Nick Broeker G - 57 Blake Fisher T - 53 Kendrick Green C - 76 Kenyon Green G - 71 Tytus Howard T - 69 Shaq Mason G - 68 Jarrett Patterson C - 70 Juice Scruggs C - 78 Laremy Tunsil T Defensive Linemen - 51 Will Anderson Jr. DE - 95 Derek Barnett DE - 94 Khalil Davis DT - 97 Mario Edwards Jr. DT - 91 Folorunso Fatukasi DT - 52 Jerry Hughes DE - 55 Danielle Hunter DE - 98 Tim Settle DT Linebacker - 0 Azeez Al-Shaair OLB - 35 Jake Hansen OLB - 43 Neville Hewitt OLB - 56 Jamal Hill OLB - 13 Del'Shawn Phillips OLB - 39 Henry To'oTo'o MLB Defensive Back - 17 Kris Boyd CB - 30 Myles Bryant CB - 41 Calen Bullock FS - 14 Kamari Lassiter CB - 23 Eric Murray SS - 11 Jeff Okudah CB - 5 Jalen Pitre SS - 29 M.J. Stewart FS - 24 Derek Stingley Jr. CB - 20 Jimmie Ward FS Special Team - 15 Kaʻimi Fairbairn K - 6 Tommy Townsend P - 46 Jon Weeks LS Lista delle riserve - 96 Denico Autry DE (Sospeso) - 48 Christian Harris OLB (IR) - 77 LaDarius Henderson G (NF-Inj.) - 36 Brandon Hill FS (IR) - 93 Kurt Hinish DT (IR) - 92 Dylan Horton DE (NF-Ill.) - 42 Jawhar Jordan RB (IR) - 40 Dalton Keene TE (IR) - 18 Case Keenum QB (IR) - 72 Pheldarius Payne DE (IR) - 84 Teagan Quitoriano TE (IR) - -- Jaylon Thomas T (Waived/injured) Squadra di allenamento - 50 Solomon Byrd DE - 62 Braeden Daniels T - 73 Cameron Erving T - 79 Malik Fisher DE - 83 Cole Fotheringham TE - 34 Troy Hairston FB - 59 Marcus Harris DT - 88 Johnny Johnson III WR - 89 Xavier Johnson WR - 32 Mark Perry SS - 37 D'Angelo Ross CB - 75 David Sharpe T - 16 Kedon Slovis QB - 38 J.J. Taylor RB - 45 Max Tooley OLB - 47 Ezekiel Turner LB - 66 Kilian Zierer T Roster aggiornato al 31 agosto 2024 53 attivi, 10 inattivi, 17 nella squadra di allenamento |
| Legenda - I rookie sono in corsivo. - Il primo ruolo è il principale mentre gli eventuali successivi indicano i ruoli secondari. - (IR) sta per Injured Reserve ed indica la lista ristretta per un solo giocatore infortunato che può tornare ad allenarsi dopo la settimana 6 e a rientrare in prima squadra dopo che questa ha giocato 8 partite. - (NF-Inj.) / (NF-Ill.) stanno rispettivamente per Non-Football Injured e Non-Football Illness ed indicano le liste dove viene inserito un giocatore che ha un infortunio o una malattia non dipendente dal football americano. - (PUP) sta per Physically Unable to Perform ed indica la lista dove viene inserito un giocatore mentre è in attesa di recuperare la condizione fisica. Nella stagione regolare dopo la sesta partita giocata dalla propria squadra, il giocatore ha tempo tre settimane per riprendere ad allenarsi, più tre settimane aggiuntive dal suo rientro agli allenamenti per rientrare in prima squadra. |

## Precampionato
Il 14 maggio 2025 furono annunciate le gare del precampionato.
| Precampionato |           |            |                     |           |        |                   |               |         |
| Settimana     | Data      | Ora (CT)   | Avversario          | Risultato | Record | Stadio            | TV            | Sintesi |
| 1             | 9 agosto  | 3:00 p.m.  | @ Minnesota Vikings | S 10-20   | 0-1    | U.S. Bank Stadium | KTRK-TV (ABC) | Sintesi |
| 2             | 16 agosto | 12:00 p.m. | Carolina Panthers   | V 20-3    | 1-1    | NRG Stadium       | KTRK-TV (ABC) | Sintesi |
| 3             | 23 agosto | 12:00 p.m. | @ Detroit Lions     | -         | -      | Ford Field        | KTRK-TV (ABC) | -       |

## Stagione regolare

### Calendario
Il calendario della stagione regolare fu reso noto il 14 maggio 2025.
| Stagione regolare |                    |                    |                          |                    |                    |                    |                    |                    |
| Settimana         | Data               | Ora (CT)           | Avversario               | Risultato          | Record             | Stadio             | TV                 | Sintesi            |
| 1                 | 7 settembre        | 3:25 p.m.          | @ Los Angeles Rams       | -                  | -                  | SoFi Stadium       | CBS                | -                  |
| 2                 | 15 settembre       | 6:00 p.m.          | Tampa Bay Buccaneers (M) | -                  | -                  | NRG Stadium        | ABC                | -                  |
| 3                 | 21 settembre       | 12:00 p.m.         | @ Jacksonville Jaguars   | -                  | -                  | EverBank Stadium   | CBS                | -                  |
| 4                 | 28 settembre       | 12:00 p.m.         | Tennessee Titans         | -                  | -                  | NRG Stadium        | CBS                | -                  |
| 5                 | 5 ottobre          | 12:00 p.m.         | @ Baltimore Ravens       | -                  | -                  | M&T Bank Stadium   | CBS                | -                  |
| 6                 | Settimana di pausa | Settimana di pausa | Settimana di pausa       | Settimana di pausa | Settimana di pausa | Settimana di pausa | Settimana di pausa | Settimana di pausa |
| 7                 | 20 ottobre         | 9:00 p.m.          | @ Seattle Seahawks (M)   | -                  | -                  | Lumen Field        | ESPN               | -                  |
| 8                 | 26 ottobre         | 12:00 p.m,         | San Francisco 49ers      | -                  | -                  | NRG Stadium        | Fox                | -                  |
| 9                 | 2 novembre         | 12:00 p.m.         | Denver Broncos           | -                  | -                  | NRG Stadium        | Fox                | -                  |
| 10                | 9 novembre         | 12:00 p.m.         | Jacksonville Jaguars     | -                  | -                  | NRG Stadium        | CBS                | -                  |
| 11                | 16 novembre        | 12:00 p.m.         | @ Tennessee Titans       | -                  | -                  | Nissan Stadium     | Fox                | -                  |
| 12                | 20 novembre        | 7:15 p.m.          | Buffalo Bills (T)        | -                  | -                  | NRG Stadium        | Prime Video        | -                  |
| 13                | 30 novembre        | 12:00 p.m.         | @ Indianapolis Colts     | -                  | -                  | Lucas Oil Stadium  | CBS                | -                  |
| 14                | 7 dicembre         | 7:20 p.m.          | @ Kansas City Chiefs (S) | -                  | -                  | Arrowhead Stadium  | NBC                | -                  |
| 15                | 14 dicembre        | 12:00 p.m.         | Arizona Cardinals        | -                  | -                  | NRG Stadium        | Fox                | -                  |
| 16                | 21 dicembre        | 3:25 p.m.          | Las Vegas Raiders        | -                  | -                  | NRG Stadium        | CBS                | -                  |
| 17                | 27/28 dicembre     | Da def.            | @ Los Angeles Chargers   | -                  | -                  | SoFi Stadium       | Da def.            | -                  |
| 18                | 3/4 gennaio        | Da def.            | Indianapolis Colts       | -                  | -                  | NRG Stadium        | Da def.            | -                  |

Note:
- Gli avversari della propria division sono in grassetto.
- Il simbolo "@" indica una partita giocata in trasferta.
- (M) indica il Monday Night Football, (T) il Thursday Night Football e (S) il Sunday Night Football.
- Dall'undicesimo al diciassettesimo turno si adotta una programmazione flessibile: le partite del Sunday Night Football, del Monday Night Football e del Thursday Night Football sono programmate in via provvisoria e sono eventualmente soggette a modifiche.
- Data e orario della gara del diciottesimo turno saranno stabilite dopo lo svolgimento del diciassettesimo turno.